# Rose Marie
Rose Marie (született Rose Marie Mazzetta) (New York, 1923. augusztus 15. – Van Nuys, Kalifornia, 2017. december 28.) amerikai színésznő.

## Filmjei

### Mozifilmek
- Rambling 'Round Radio Row #3 (1933, rövidfilm)
- International House (1933)
- Sea Sore (1934, rövidfilm)
- Sally Swing (1938, rövidfilm, hang)
- Top Banana (1954)
- The Big Beat (1958)
- Don't Worry, We'll Think of a Title (1966)
- Agyafúrt kasszafúró (Dead Heat on a Merry-Go-Round) (1966)
- Memory of Us (1974)
- The Man from Clover Grove (1974)
- Cheaper to Keep Her (1980)
- Hamburger Girls (1981)
- Démoni játék (Witchboard) (1986)
- Sandman (1993)
- Psycho (1998, hang)
- Kutyába se veszlek (Lost & Found) (1999)

### Tv-filmek
- Just Off Broadway (1955)
- Walter of the Jungle (1967, tv-rövidfilm)
- Rettegés a London hídnál (Bridge Across Time) (1985)
- The Jackie Bison Show (1990, hang)
- Cagney és Lacey: Újra együtt (Cagney & Lacey: Together Again) (1995)
- The Alan Brady Show (2003, hang)
- The Dick Van Dyke Show Revisited (2004)

### Tv-sorozatok
- The Red Skelton Show (1955, egy epizódban)
- Gunsmoke (1957, egy epizódban)
- The Adventures of Jim Bowie (1958, egy epizódban)
- The Bob Cummings Show (1958–1959, tíz epizódban)
- M Squad (1958, egy epizódban)
- The D.A.'s Man (1959, egy epizódban)
- The Dinah Shore Chevy Show (1959, egy epizódban)
- The Many Loves of Dobie Gillis (1960, egy epizódban)
- My Sister Eileen (1960–1961, 24 epizódban)
- The Dick Van Dyke Show (1961–1966, 158 epizódban)
- Valentine's Day (1965, egy epizódban)
- The Monkees (1966–1967, két epizódban)
- Occasional Wife (1967, egy epizódban)
- Hey, Landlord (1967, egy epizódban)
- The Virginian (1967 egy epizódban)
- The Danny Thomas Hour (1968, egy epizódban)
- My Three Sons (1968, egy epizódban)
- My Friend Tony (1969, egy epizódban)
- The Doris Day Show (1969–1971, 50 epizódban)
- Honeymoon Suite (1972)
- Adam-12 (1972–1973, két epizódban)
- Yogi's Gang (1973, hang, három epizódban)
- Petrocelli (1974, egy epizódban)
- Kojak (1975, egy epizódban)
- Get Christie Love! (1975, egy epizódban)
- S.W.A.T. (1975, öt epizódban)
- Chico and the Man (1976, egy epizódban)
- Szerelemhajó (The Love Boat) (1978–1984, négy epizódban)
- Flying High (1979, egy epizódban)
- Cagney & Lacey (1985, egy epizódban)
- Hail to the Chief (1985, két epizódban)
- Brothers (1985, egy epizódban)
- Remington Steele (1986, egy epizódban)
- Duet (1988, egy epizódban)
- On the Television (1989, egy epizódban)
- Mr. Belvedere (1990, egy epizódban)
- Az igazi szellemirtók (The Real Ghost Busters) (1990, hang, egy epizódban)
- Murphy Brown (1990–1991, két epizódban)
- The Man in the Family (1991, egy epizódban)
- Scorch (1992, két epizódban)
- Herman's Head (1993, egy epizódban)
- Ultraman: The Ultimate Hero (1994, egy epizódban)
- Hardball (1994, kilenc epizódban)
- Freakazoid! (1995, hang, egy epizódban)
- Caroline New Yorkban (1996–1997, két epizódban)
- The Blues Brothers Animated Series (1997, hang, egy epizódban)
- Szeleburdi Susan (Suddenly Susan) (1997, egy epizódban)
- Wings (1997, egy epizódban)
- Hé, Arnold! (Hey Arnold!) (1998, hang, egy epizódban)
- The Hughleys (2001, egy epizódban)
- Hivatalból vesztes (Andy Richter Controls the Universe) (2003, egy epizódban)
- A Garfield-show (The Garfield Show) (2008–2013, hang, öt epizódban)
- Unscripted (2011, egy epizódban)

## További információ
- Rose Marie az Internetes Szinkronadatbázisban (magyarul)
- Rose Marie az Internet Movie Database-ben (angolul)
- Rose Marie a Rotten Tomatoeson (angolul)